# Myioborus flavivertex
Mariquita-de-barrete-amarelo ou mariquita-de-coroa-amarela (Myioborus flavivertex) é uma espécie de ave da família Parulidae.
É endémica da Colômbia.
Os seus habitats naturais são regiões subtropicais ou tropicais húmidas de alta altitude e florestas secundárias altamente degradadas.